# Traité sur l'Antarctique (timbre)
Le Traité sur l'Antarctique (en anglais : Antarctic Treaty issue) est un timbre postal émis le 23 juin 1971 par le Département des Postes des États-Unis sur le thème du traité sur l'Antarctique. Produit pour célébrer le dixième anniversaire de la signature de ce traité, il est conçu par Howard Koslow (en) dont c'est la première conception émise.
Le timbre a une valeur faciale de 8 cents. Le tirage est de 130 millions d'unités.

## Contexte
Le traité sur l'Antarctique est signé le 1er décembre 1959 par les États-Unis et onze autres nations impliquées dans la recherche scientifique sur le continent de l'Antarctique au cours de l'exercice biennal précédent. Sept de ces nations — l'Argentine, l'Australie, le Chili, la France, la Nouvelle-Zélande, la Norvège et le Royaume-Uni — ont des revendications territoriales concurrentes sur l'Antarctique. Du 18 au 19 novembre 1968, la cinquième réunion consultative des États signataires du traité se tient à Paris. Au cours de celle-ci, l'émission de timbres commémoratifs décennaux par les États signataires est recommandée.

## Émission
L'annonce publique de l'émission d'un timbre sur le traité sur l'Antarctique est faite en mai 1971 et elle est officiellement publiée le 23 juin 1971, pour le dixième anniversaire de l'entrée en vigueur du traité.
La sortie officielle est accompagnée d'une cérémonie du premier jour à Washington en présence du secrétaire d'État américain William P. Rogers, du Postmaster General Winton Blount et des ambassadeurs aux États-Unis des autres États signataires du traité sur l'Antarctique. Au cours de la cérémonie, Blount présente un album de timbres à l'ambassadeur soviétique Anatoli Dobrynine.
Cent trente millions de timbres sont imprimés.
Des spécimens du timbre, ainsi que ses épreuves de plaque, sont conservés par la National Philatelic Collection (en), conservée au National Postal Museum. En 2013, l'United States Postal Service (USPS) vend aux enchères sur eBay une épreuve du timbre qui contient l'approbation manuscrite du Postmaster General Winton Blount. L'épreuve est l'une des deux de ce type du timbre détenues dans la National Philatelic Collection. Elle s'est vendu 1 099,99 $.

## Conception
Le timbre est conçu par le célèbre illustrateur américain de timbres-poste Howard Koslow (en) et est remarquable comme son premier dessin de timbre-poste,. Il présente une carte de l'Antarctique en blanc, sur fond bleu, qui est adaptée du logo utilisé sur les documents des réunions consultatives du traité. Auparavant, en 1965, le Comité spécial sur la recherche antarctique du Conseil international pour la science avait demandé que des timbres commémorant la décennie du traité mettent en évidence la carte de l'Antarctique. En raison de revendications territoriales concurrentes en Antarctique, la simplicité d'une conception centrée sur la carte était alors considérée comme une question d'importance politique.
Le timbre a une valeur faciale de 8 cents.

## Autres émissions liées
Outre les États-Unis, d'autres États signataires du traité sur l'Antarctique ont également émis des timbres commémoratifs à l'occasion du dixième anniversaire de la signature de celui-ci.
En 1991, à l'occasion du cinquantième anniversaire du traité sur l'Antarctique, les États-Unis ont émis un autre timbre commémorant cela. Howard Koslow a de nouveau été sollicité pour concevoir le timbre de 50 cents qui représente l'USCGC Glacier près de l'île de Ross.